# Encefalartos
Encefalartos (lat. Encephalartos), biljni rod iz porodice Zamiaceae. Postoji 66 priznatih vrsta.

## Vrste
1. Encephalartos aemulans Vorster
2. Encephalartos altensteinii Lehm.
3. Encephalartos aplanatus Vorster
4. Encephalartos arenarius R.A.Dyer
5. Encephalartos barteri Carruth. ex Miq.
6. Encephalartos brevifoliolatus Vorster
7. Encephalartos bubalinus Melville
8. Encephalartos caffer (Thunb.) Lehm.
9. Encephalartos cerinus Lavranos & D.L.Goode
10. Encephalartos chimanimaniensis R.A.Dyer & I.Verd.
11. Encephalartos concinnus R.A.Dyer & I.Verd.
12. Encephalartos cupidus R.A.Dyer
13. Encephalartos cycadifolius (Jacq.) Lehm.
14. Encephalartos delucanus Malaisse, Sclavo & Crosiers
15. Encephalartos dolomiticus Lavranos & D.L.Goode
16. Encephalartos dyerianus Lavranos & D.L.Goode
17. Encephalartos equatorialis P.J.H.Hurter
18. Encephalartos eugene-maraisii I.Verd.
19. Encephalartos ferox G.Bertol.
20. Encephalartos flavistrobilus I.S.Turner & Sclavo
21. Encephalartos friderici-guilielmi Lehm.
22. Encephalartos ghellinckii Lem.
23. Encephalartos gratus Prain
24. Encephalartos heenanii R.A.Dyer
25. Encephalartos hildebrandtii A.Braun & C.D.Bouché
26. Encephalartos hirsutus P.J.H.Hurter
27. Encephalartos horridus (Jacq.) Lehm.
28. Encephalartos humilis I.Verd.
29. Encephalartos inopinus R.A.Dyer
30. Encephalartos ituriensis Bamps & Lisowski
31. Encephalartos kisambo Faden & Beentje
32. Encephalartos laevifolius Stapf & Burtt Davy
33. Encephalartos lanatus Stapf & Burtt Davy
34. Encephalartos latifrons Lehm.
35. Encephalartos laurentianus De Wild.
36. Encephalartos lebomboensis I.Verd.
37. Encephalartos lehmannii Lehm.
38. Encephalartos longifolius (Jacq.) Lehm.
39. Encephalartos mackenziei L.E.Newton
40. Encephalartos macrostrobilus Scott Jones & Wynants
41. Encephalartos manikensis (Gilliland) Gilliland
42. Encephalartos marunguensis Devred
43. Encephalartos middelburgensis Vorster, Robbertse & S.van der Westh.
44. Encephalartos msinganus Vorster
45. Encephalartos munchii R.A.Dyer & I.Verd.
46. Encephalartos natalensis R.A.Dyer & I.Verd.
47. Encephalartos ngoyanus I.Verd.
48. Encephalartos nubimontanus P.J.H.Hurter
49. Encephalartos paucidentatus Stapf & Burtt Davy
50. Encephalartos poggei Asch.
51. Encephalartos princeps R.A.Dyer
52. Encephalartos pterogonus R.A.Dyer & I.Verd.
53. Encephalartos relictus P.J.H.Hurter
54. Encephalartos schaijesii Malaisse, Sclavo & Crosiers
55. Encephalartos schmitzii Malaisse
56. Encephalartos sclavoi De Luca, D.W.Stev. & A.Moretti
57. Encephalartos senticosus Vorster
58. Encephalartos septentrionalis Schweinf. ex Eichler
59. Encephalartos tegulaneus Melville
60. Encephalartos transvenosus Stapf & Burtt Davy
61. Encephalartos trispinosus (Hook.f.) R.A.Dyer
62. Encephalartos turneri Lavranos & D.L.Goode
63. Encephalartos umbeluziensis R.A.Dyer
64. Encephalartos villosus Lem.
65. Encephalartos whitelockii P.J.H.Hurter
66. Encephalartos woodii Sander